# GD 165
GD 165是由一顆白矮星和一顆棕矮星組成的聯星系統，它們的光譜是 DA4 + L4,，位於牧夫座，距離地球大約103光年。

## 觀測的歷史

### 名稱
"GD"的意思是"吉克拉斯的矮星"。

### 伴星的發現
GD 165 B是在1988年被Becklin和Zuckerman發現的。它是第一顆L-型的棕矮星，並且是第一顆被發現溫度比M矮星低的天體。但是，一直到1990年代，其他的天體也被發現，從葛利澤229B開始之後，它才被確認是一顆棕矮星。

### 伴星光譜類型的賦予
最初，它的光譜暫時被分配為≥M10，但是在1999年，柯克派翠克（Kirkpatrick）等人創立了新的光譜類型L和T，為新近發現溫度比M型更低的天體分類，GD 165B被重新歸類為L4。

## 距離
目前，對GD 165的距離最精確的估計是由van Altena等人所出版的YPC三角視差。在1995年：31.7 ± 2.5 mas，相當於31.5+2.7
−2.3 秒差距，或 102.9+8.8
−7.5 光年。
GD 165的距離估計
| 來源                     | 視差，mas  | 距離，秒差距   | 距離，光年       | Ref.        |
| ------------------------ | ---------- | -------------- | ---------------- | ----------- |
| van Altena et al. (1995) | 31.7 ± 2.5 | 31.5+2.7 −2.3  | 102.9+8.8 −7.5   | [ 3 ]       |
| Tinney et al. (1995)     | 25.4 ± 7.4 | 39.4+16.2 −8.9 | 128.4+52.8 −29.0 | [ 9 ] [ 1 ] |

最佳的估計值以粗體標示。

## 物理性質
GD 165 B的溫度介於1800—1900 K。